# Article 112 de la Constitution belge

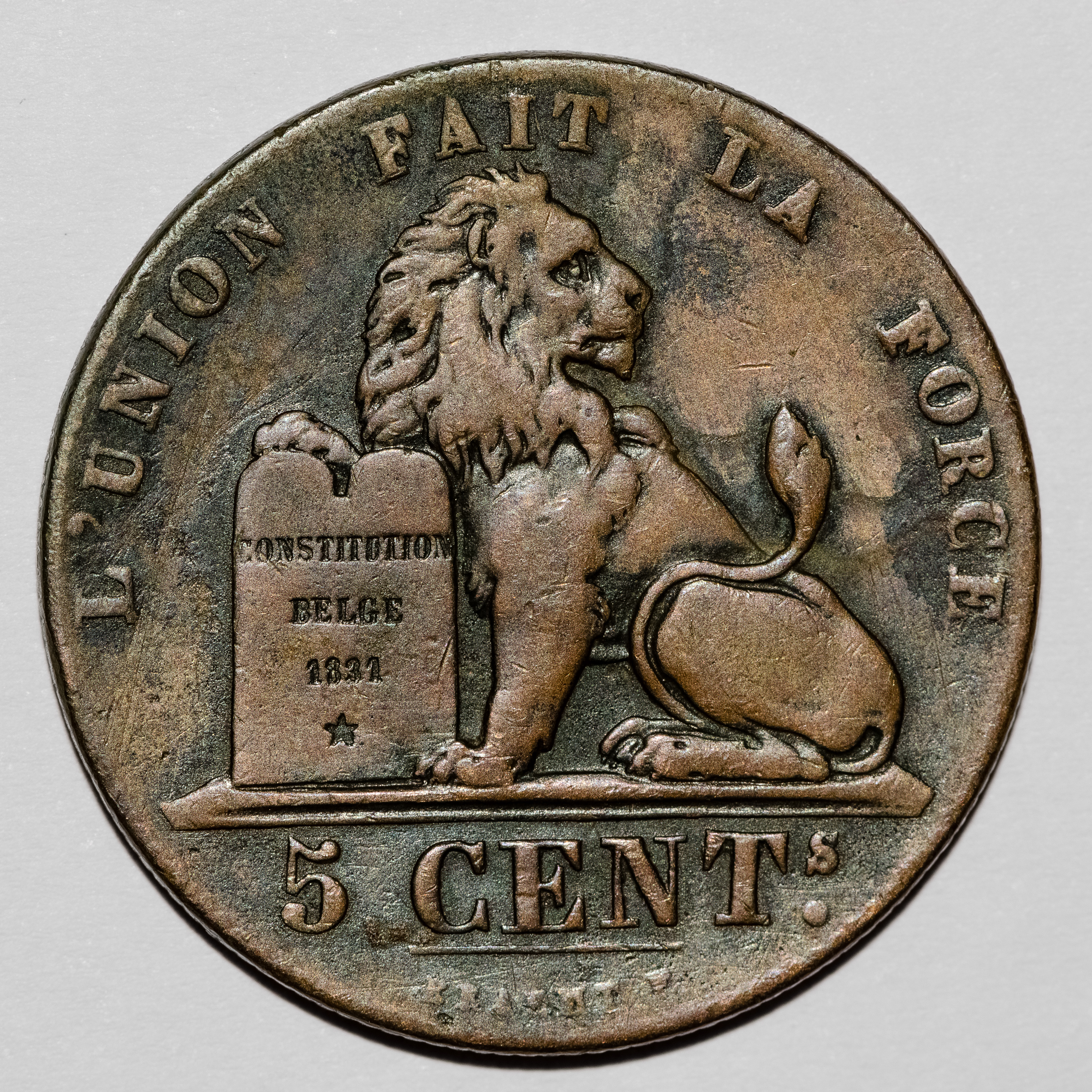
Pièce de 5 cents de Belgique 1856, vue de face.

L'article 112 de la Constitution belge fait partie du titre III Des pouvoirs. Il attribue le pouvoir monétaire au Roi.
Il date du 7 février 1831 et était à l'origine — sous l'ancienne numérotation — l'article 74. Il n'a jamais été révisé.

## Texte
« Le Roi a le droit de battre monnaie, en exécution de la loi. »

## Application
Cet article concerne le franc belge.
Depuis l'euro, il est considéré que cette disposition est obsolète. La loi du 19 juin 2008 portant assentiment au traité de Lisbonne attribue l'exercice de cette compétence à l'Union européenne.